# Ланвеллек
Ланвелле́к (фр. Lanvellec, брет. Lanvaeleg) — коммуна во Франции, находится в регионе Бретань. Департамент — Кот-д’Армор. Входит в состав кантона Плестен-ле-Грев. Округ коммуны — Ланьон.
Код INSEE коммуны — 22119.

## География
Коммуна расположена приблизительно в 440 км к западу от Парижа, в 150 км западнее Ренна, в 60 км к западу от Сен-Бриё.

## Население
Население коммуны на 2016 год составляло 598 человек.
| 1962 | 1968 | 1975 | 1982 | 1990 | 1999 | 2008 | 2016 |
| ---- | ---- | ---- | ---- | ---- | ---- | ---- | ---- |
| 610  | 649  | 582  | 590  | 594  | 537  | 546  | 598  |

## Администрация
| Период | Период | Фамилия         | Партия                  | Примечания                       |
| ------ | ------ | --------------- | ----------------------- | -------------------------------- |
| 1954   | 1960   | Пьер Мари Лозак | радикальный социалист   | член генерального совета кантона |
| 1960   | 1983   | Пьер Серийон    | Коммунистическая партия |                                  |
| 1983   | 2001   | Альбер Ле Коа   |                         |                                  |
| 2001   | 2005   | Андре Тьеффри   |                         |                                  |
| 2005   |        | Франсуа Прижан  | Социалистическая партия | служащий                         |

## Экономика
В 2007 году среди 313 человек в трудоспособном возрасте (15—64 лет) 213 были экономически активными, 100 — неактивными (показатель активности — 68,1 %, в 1999 году было 57,5 %). Из 213 активных работали 185 человек (97 мужчин и 88 женщин), безработных было 28 (14 мужчин и 14 женщин). Среди 100 неактивных 15 человек были учениками или студентами, 54 — пенсионерами, 31 были неактивными по другим причинам.

## Достопримечательности
- Часовня Нотр-Дам-де-Питье (1696 год). Исторический памятник с 1925 года[3]
- Часовня Сен-Гульван (XVI век). Исторический памятник с 1964 года[4]
- Замок Розанбо[фр.] (XVII век). Исторический памятник с 1930 года[5]
- Оссуарий. Исторический памятник с 1924 года[6]

## Фотогалерея

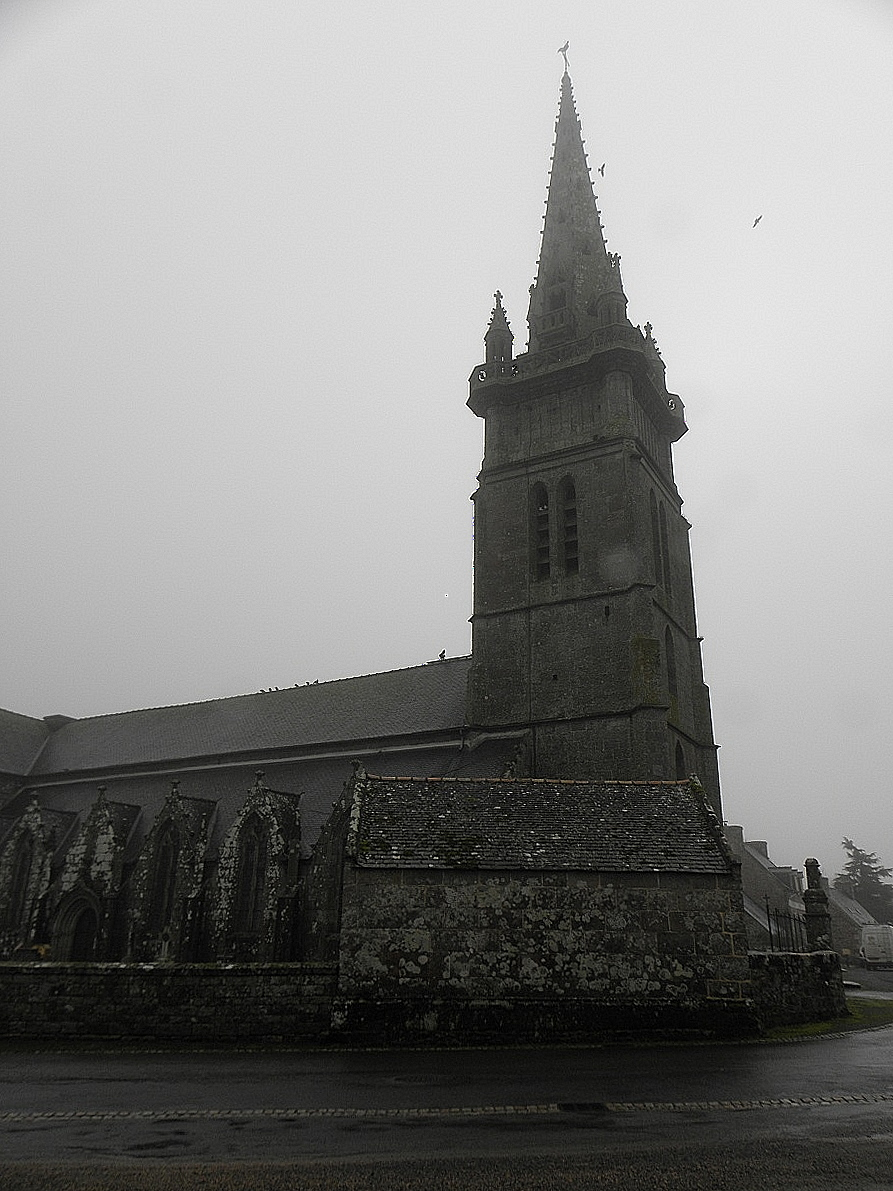
Церковь Сен-Брандан
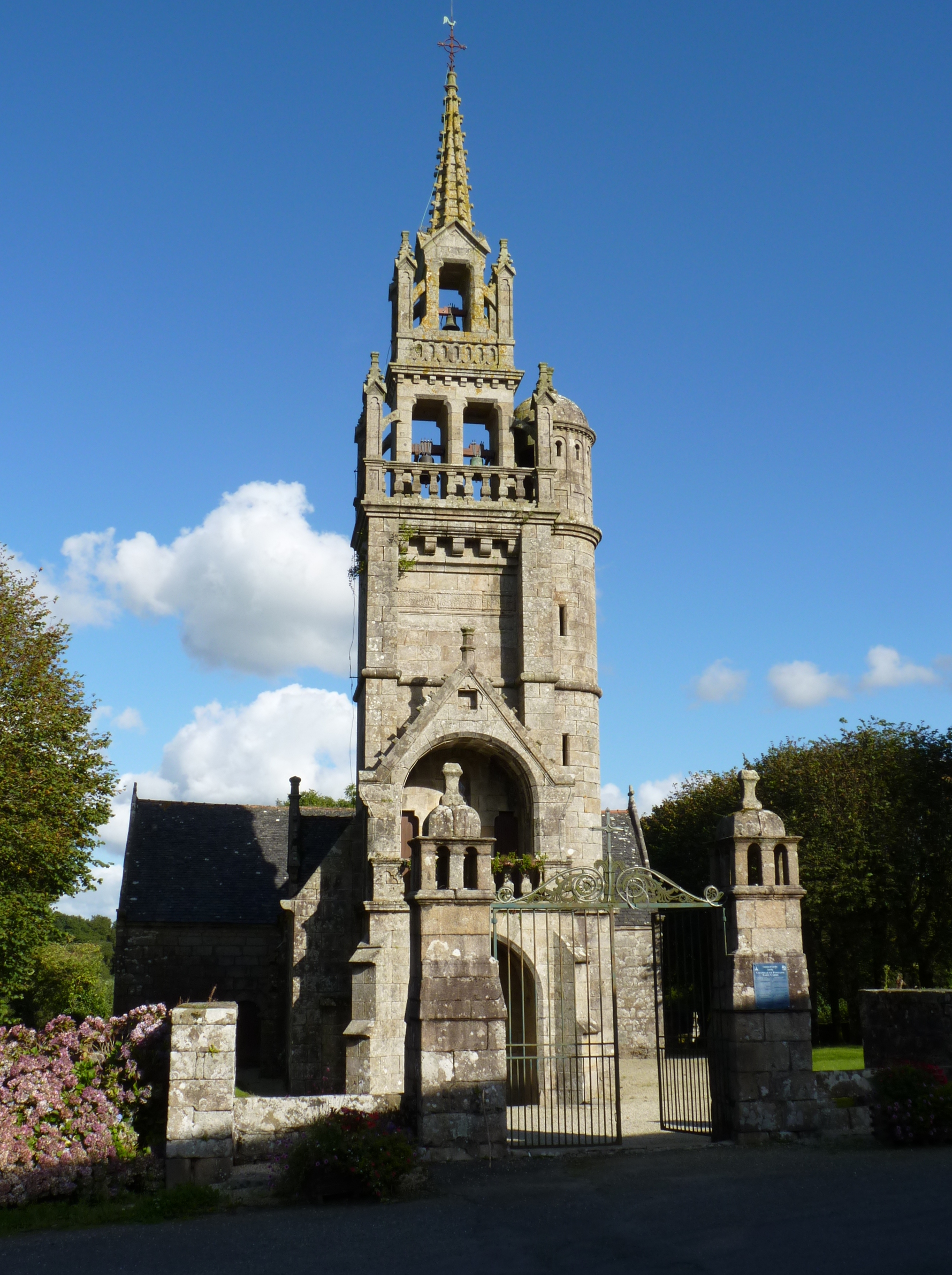
Часовня Нотр-Дам-де-Питье
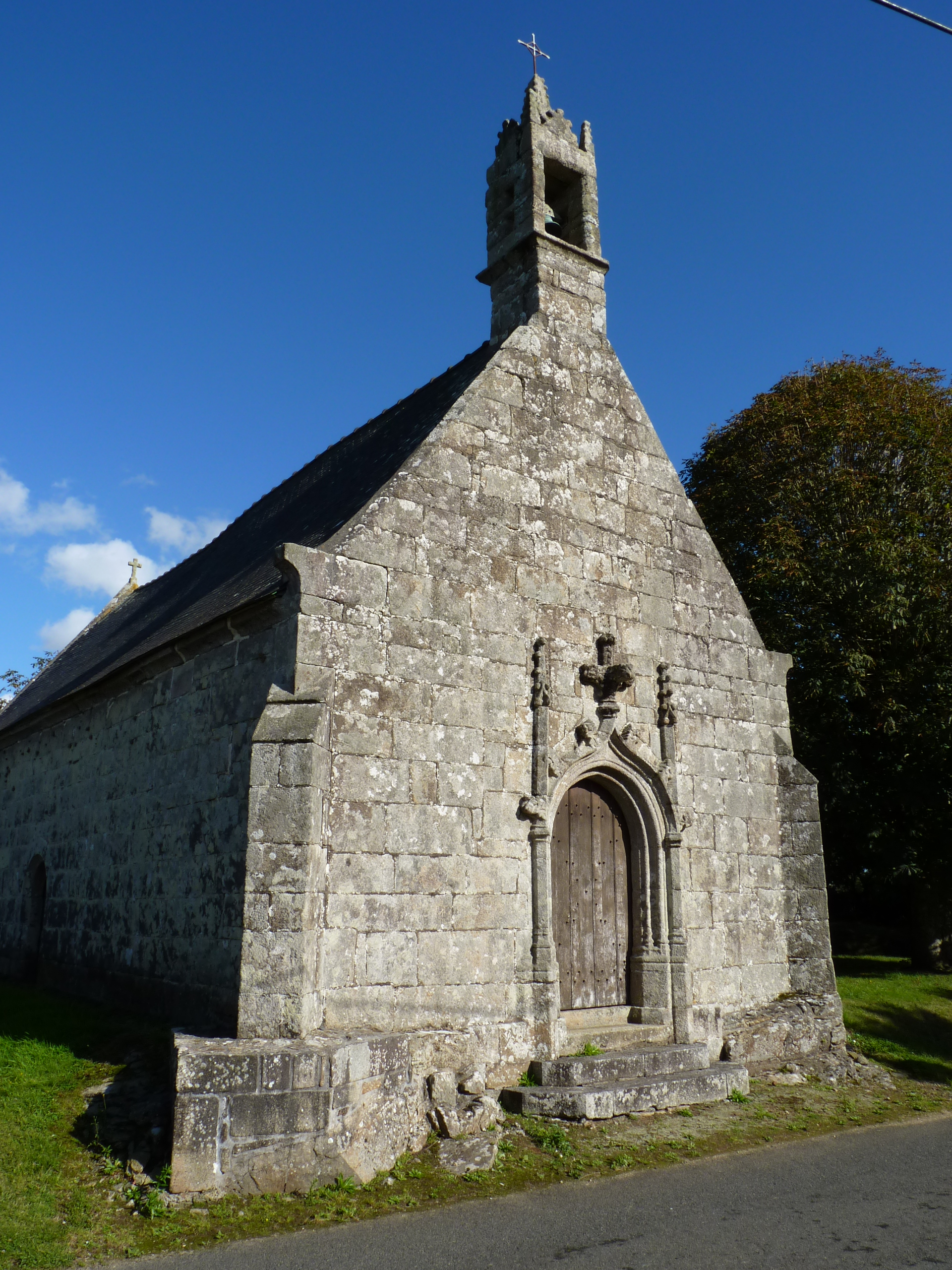
Часовня Сен-Гульван
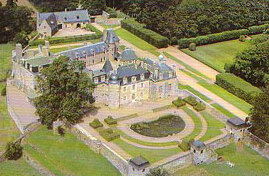
Замок Розанбо
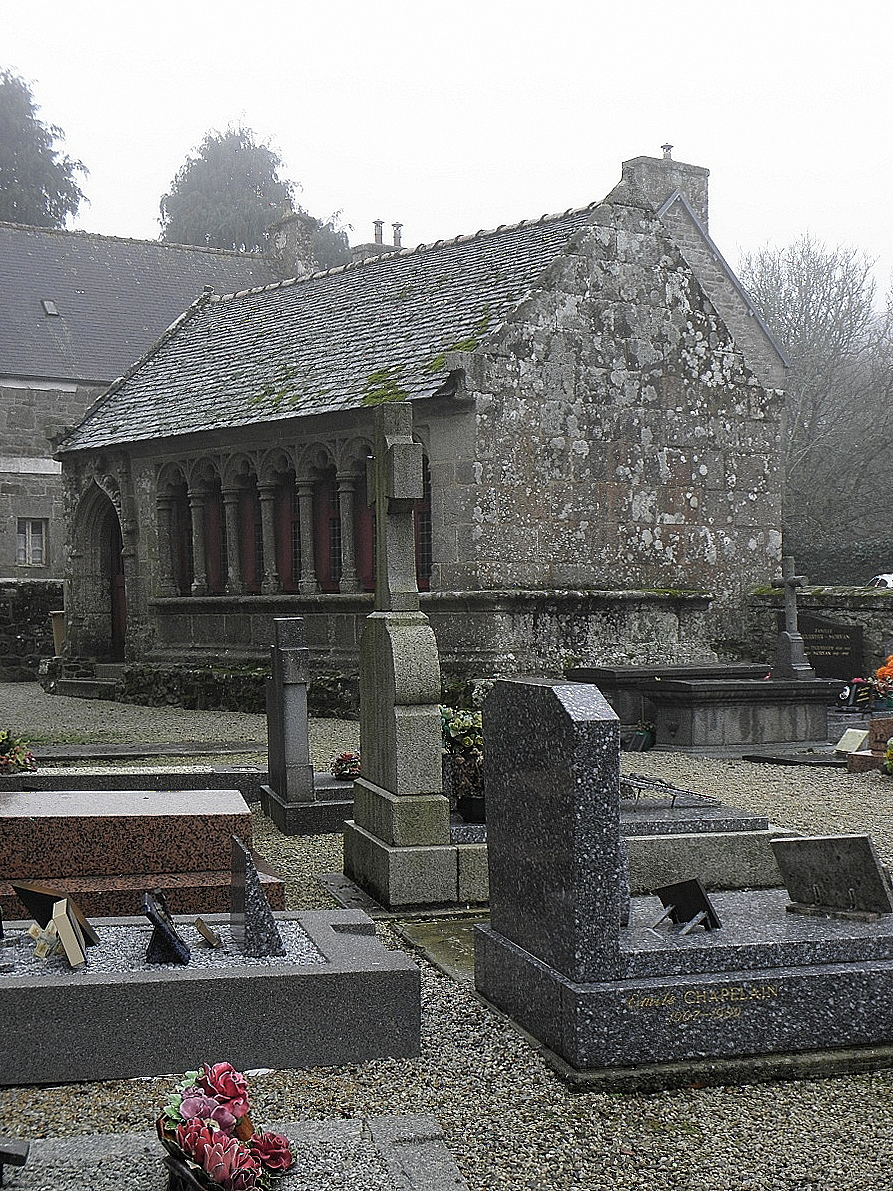
Оссуарий
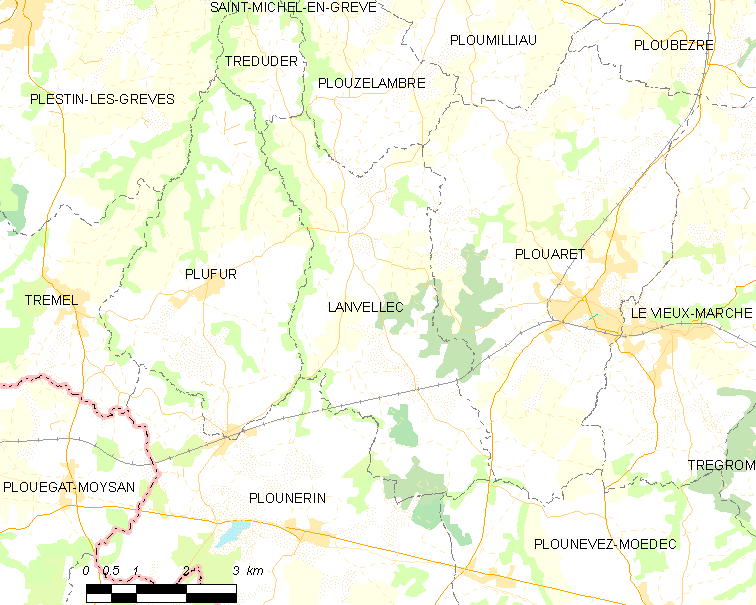
Карта коммуны